# Lightning Bolt (album av Pearl Jam)
Lightning Bolt är det tionde studioalbumet av den amerikanska rockgruppen Pearl Jam, utgivet den 11 oktober 2013 på det egna skivbolaget Monkeywrench Records (internationell distribution genom Republic Records). Albumet producerades av Brendan O'Brien. Det toppade albumlistan Billboard 200 i USA.
Singlarna från albumet var "Mind Your Manners", "Sirens" och "Lightning Bolt".

## Låtlista
All sångtext är skriven av Eddie Vedder. 
| 1. | Getaway           | Vedder               | 3:26 |
| 2. | Mind Your Manners | Mike McCready        | 2:38 |
| 3. | My Father's Son   | Jeff Ament           | 3:07 |
| 4. | Sirens            | McCready             | 5:41 |
| 5. | Lightning Bolt    | Vedder               | 4:13 |
| 6. | Infallible        | Ament, Stone Gossard | 5:22 |

| 7.           | Pendulum             | 3:44  |
| 8.           | Swallowed Whole      | 3:51  |
| 9.           | Let the Records Play | 3:46  |
| 10.          | Sleeping by Myself   | 3:04  |
| 11.          | Yellow Moon          | 3:52  |
| 12.          | Future Days          | 4:22  |
| Total längd: | Total längd:         | 47:14 |

## Medverkande
Pearl Jam
- Jeff Ament – elbas, bakgrundssång, stråkgitarr, keyboard på "Pendulum"
- Matt Cameron – trummor, bakgrundssång
- Stone Gossard – gitarr, bongotrummor på "Pendulum"
- Mike McCready – gitarr, sexsträngad bas
- Eddie Vedder – sång, gitarr, ukulele

Övriga
- Ann Marie Calhoun – stråkar
- Boom Gaspar – piano, keyboard
- Brendan O'Brien – piano på "Future Days", ljudmix, produktion